# Motor-Booty Affair
Albums de Parliament
Funkentelechy Vs. the Placebo Syndrome
(1977) Gloryhallastoopid (Or Pin the Tail on the Funky)
(1979)
Motor-Booty Affair est le sixième album de Parliament, sorti chez Casablanca Records en 1978.

## Liste des morceaux
1. "Mr. Wiggles" – 6:46
2. "Rumpofsteelskin" – 5:37 (sorti en tant que single-Casablanca NB 976)
3. "(You're a Fish & I'm a) Water Sign" – 4:42 (sorti en tant que face B du single "Aqua Boogie")
4. "Aqua Boogie (A Psychoalphadiscobetabioaquadoloop)" – 6:43 (sorti en tant que single-Casablanca NB 950 et single-Casablanca NBD 20147)
5. "One of Those Funky Things" – 3:46
6. "Liquid Sunshine" – 4:25 (sorti en tant que face B du single "Rumpofsteelskin")
7. "The Motor-Booty Affair" – 5:16
8. "Deep" – 9:09

## Musiciens
- Chant : George Clinton, Garry Shider, J.S. Theracon, Gary "Bone" Cooper, Ron Ford, Ray Davis, Bernie Worrell
- Chœurs : Debbie Wright, Jeanette Washington, Mallia Franklin, Shirley Hayden, Cheryl James, Lynn Mabry, Dawn Silva, Linda Brown, Richard "Kush" Griffith, Raymond Spruell, Mike "Clip"Payne, Joey Zalabok, Robert "P-Nut" Johnson, Larry Heckstall, Overton Loyd
- Cuivres : Fred Wesley, Richard "Kush" Griffith, Maceo Parker, Rick Gardner, Greg Boyer, Greg Thomas, Benny Cowan
- Guitares : Michael Hampton, Garry Shider, J.S. Theracon, Phelps "Catfish" Collins, Bootsy Collins
- Basses : Cordell "Boogie" Mosson, Bootsy Collins, Rodney "Skeet" Curtis, J.S. Theracon
- Percussions : Tyrone Lampkin, Bootsy Collins, Gary "Bone" Cooper, J.S. Theracon
- Claviers : Bernie Worrell, J.S. Theracon